# Una parola differente
Una parola differente è un singolo del cantautore italiano Alex Britti, pubblicato il 24 aprile 2020.

## Video musicale
Il videoclip è stato pubblicato in concomitanza del lancio del singolo attraverso il canale YouTube del cantante e prende in prestito le funzionalità del mondo di Instagram.

## Tracce
1. Una parola differente – 3:14